# 哈尔道尔
哈尔道尔（Haldaur），是印度北方邦Bijnor县的一个城镇。总人口17894（2001年）。

## 人口
该地2001年总人口17894人，其中男性9531人，女性8363人；0—6岁人口2751人，其中男1437人，女1314人；识字率61.16%，其中男性为67.68%，女性为53.72%。